# Enrico Maccioni
Enrico Maccioni   (Florència, 9 de gener de 1940 - 21 de març de 2023) fou un pintor italià, conegut per la seva pintura poètica instintiva, va patir tetraparesi espàstica des del naixement.

## Pintures als museus
- Galleria degli Uffizi, Uffizi.[8]